# یوستوس کنشت
یوستوس کنشت (انگلیسی: Justus Knecht; ۷ اکتبر ۱۸۳۹ – ۳۱ ژانویهٔ ۱۹۲۱) کشیش کاتولیک، نویسنده، و اسقف کاتولیک اهل آلمان بود.